# Polysarcus elbursianus
Polysarcus elbursianus är en insektsart som först beskrevs av Boris Petrovich Uvarov 1929.  Polysarcus elbursianus ingår i släktet Polysarcus och familjen vårtbitare. Inga underarter finns listade i Catalogue of Life.